# Гија Канчели
Гија Александрович Канчели (груз. გია ყანჩელი; 10. август 1935 — 2. октобар 2019) био је грузијски композитор. Углавном је свирао филмску и класичну музику. Добитник је бројних награда Совјетског Савеза.